# Miltochrista sanguitincta
Miltochrista sanguitincta är en fjärilsart som beskrevs av George Francis Hampson 1900. Miltochrista sanguitincta ingår i släktet Miltochrista och familjen björnspinnare. Inga underarter finns listade i Catalogue of Life.